# María del Carmen Saiz

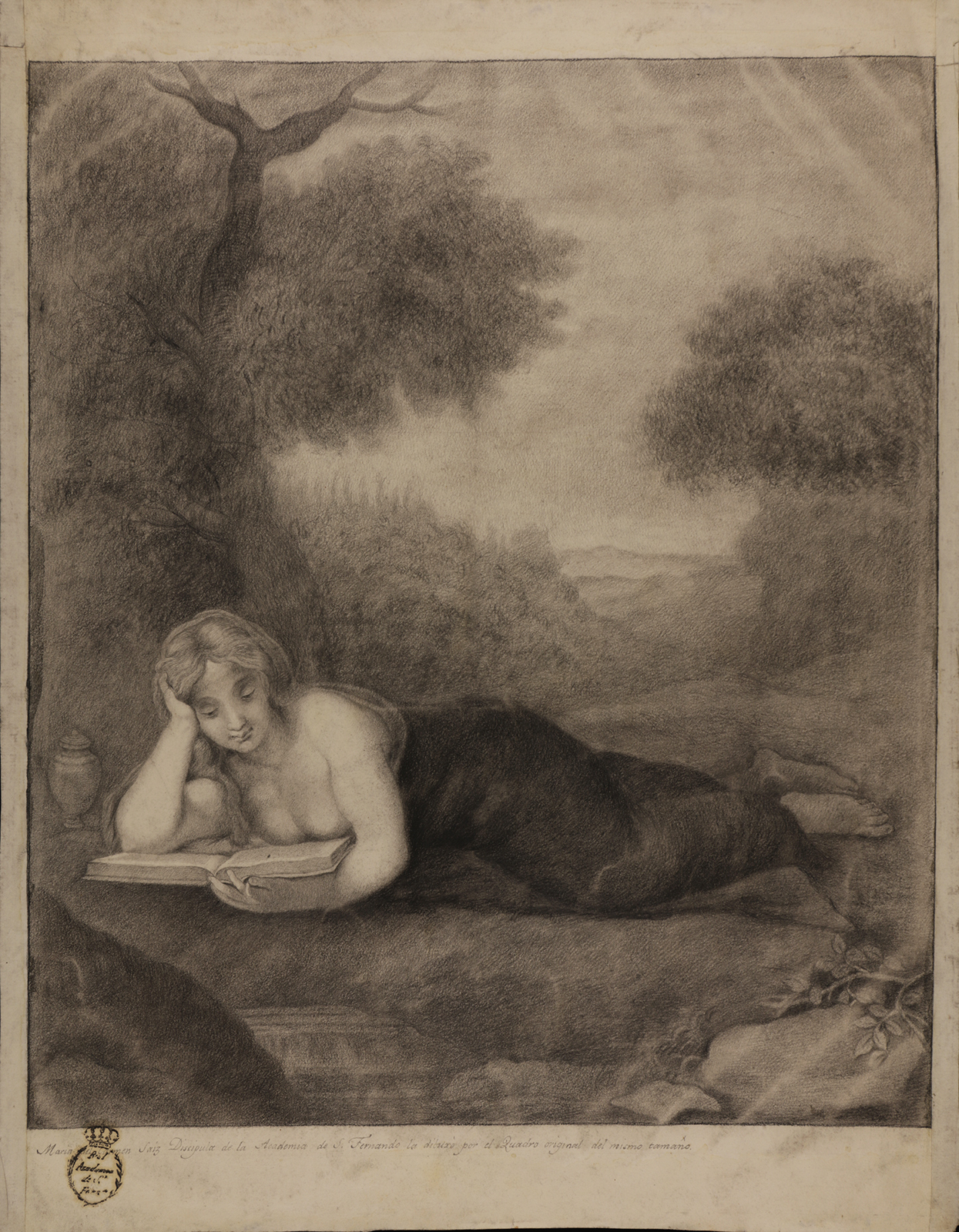
Estudio de la Magdalena leyendo de Correggio. Dibujo a lápiz y carboncillo sobre papel avitelado. Madrid, Real Academia de Bellas Artes de San Fernando.

María del Carmen Saiz (Madrid, 9 de junio de 1789-11 de diciembre de 1868) fue una grabadora española, profesora de dibujo y académica de mérito de la Real Academia de Bellas Artes de San Fernando.
Hija de un grabador de letra, Bartolomé Saiz de Urueña, y sobrina de los hermanos López Enguídanos, pintores y grabadores, fue en su entorno donde debió de comenzar su formación. En 1803, al quedar huérfana de madre y ante la creciente ceguera del padre, hubo de ocuparse de la familia, según exponía el padre en un memorial dirigido al rey Carlos IV por el que solicitaba le fuese concedida una pensión con objeto de hacer posible la continuidad de los estudios artísticos de su hija, acerca de los que explicaba que la Real Academia de Bellas Artes de San Fernando, «satisfecha de su aplicación y adelantamiento la mandó presentar mensualmente (como lo ha hecho sin interrupción) sus dibujos en señal de admitirla por Discípula suya no obstante la imposibilidad de asistencia a los estudios por razón de su sexo». Por las actas de las juntas ordinarias de la Academia se conocen los asuntos de algunos de esos dibujos, entre ellos copias de estampas de Luis Fernández Noseret (retrato del padre Francisco de los Santos en el cuadro de la Adoración de la Eucaristía de Claudio Coello) y Manuel Salvador Carmona (Resurrección de Jesucristo), pero únicamente se conoce una copia a lápiz y carboncillo firmada como «Discípula de la Academia de S. Fernando» de la Magdalena leyendo, cuadro perdido de Correggio del que la Academia disponía de una copia, atribuida a Pompeo Batoni, ingresada con el despojo del Westmorland.

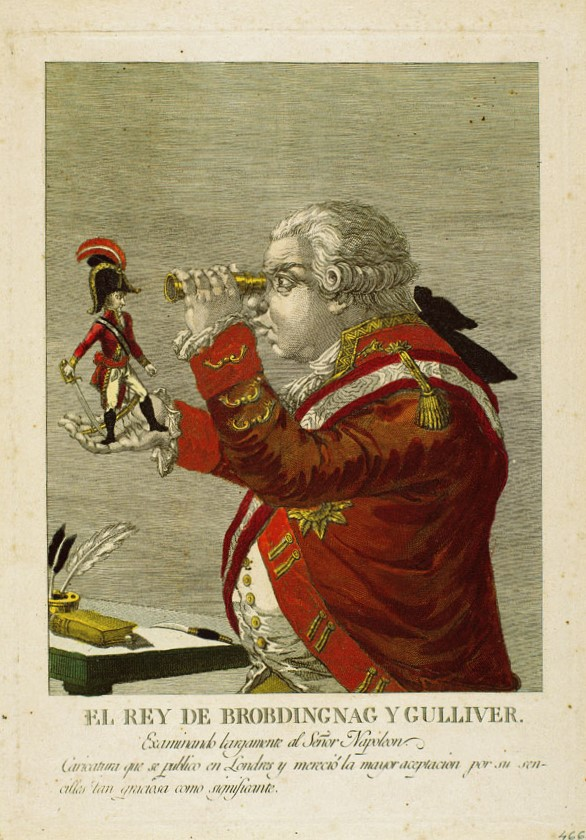
Sátira contra Napoleón. El rey de Brobdingnag y Gulliver. Examinando largamente al señor Napoleón. Estampa anunciada en la Gaceta de Madrid del 22 de noviembre de 1808, copia de la publicada en Londres por James Gillray. Museo de Historia de Madrid.

María Luisa Cuenca supone que sea ella la «señorita de esta corte» autora de una estampa cuya venta se anunciaba en la Gaceta de Madrid del 22 de noviembre de 1808, copia de una caricatura satírica de James Gillray publicada en Londres, que representaba al rey de Brobdingnag (Jorge III) examinando a Napoleón en la figura de Gulliver.
Por un anuncio publicado en el Diario de Madrid del 27 de agosto de 1812 hay noticia de otro grabado no conservado: el retrato de Fernando VII «vestido a la antigua española, que puede servir para medallones», del que era autora «Doña María del Carmen Saiz, profesora y única discípula de la real academia de S. Fernando».

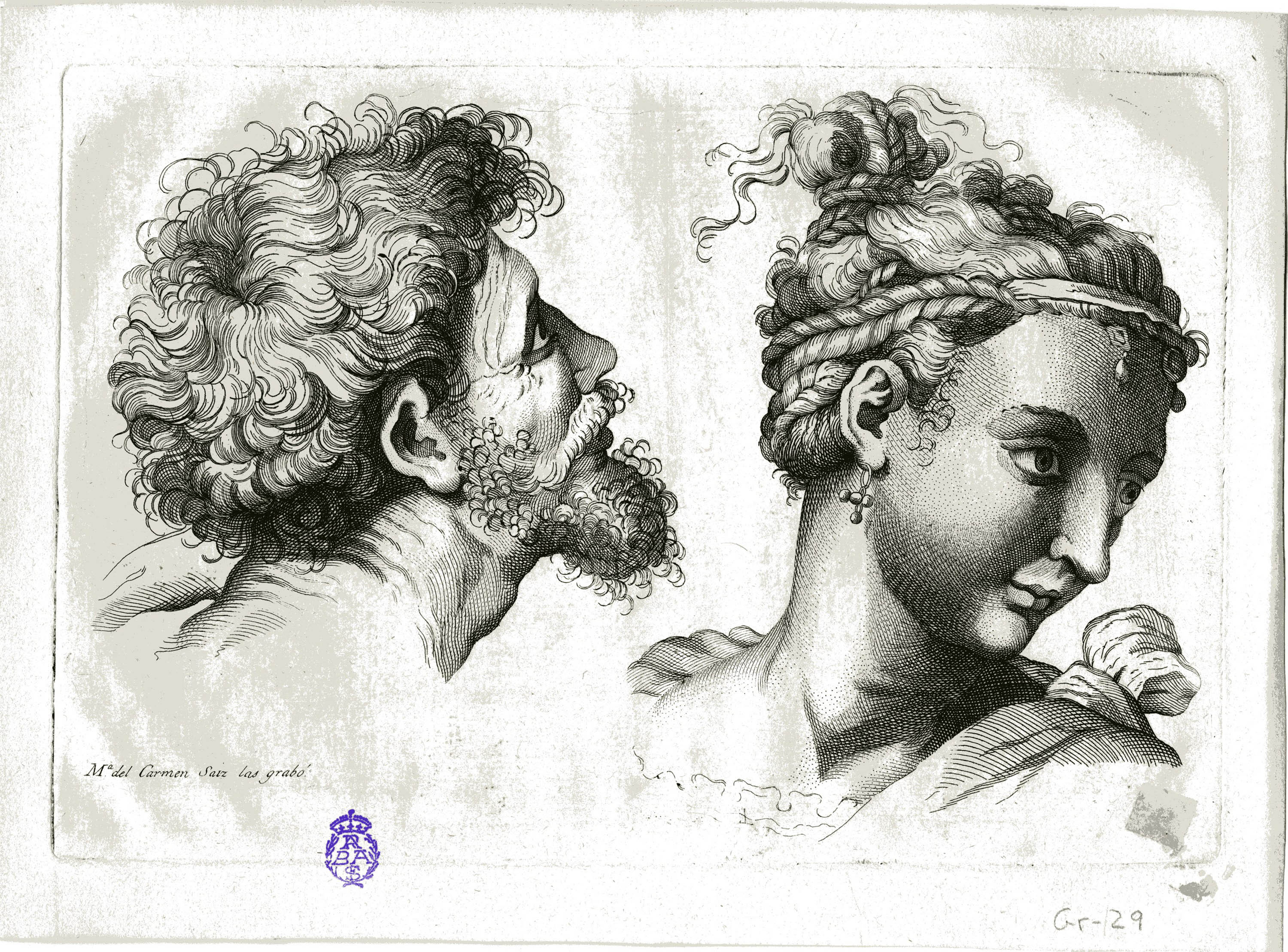
Cabezas masculina y femenina, talla dulce, 179 x 261 mm. Madrid, Real Academia de Bellas Artes de San Fernando.

En 1816 presentó a la Real Academia de San Fernando una estampa con dos cabezas, masculina y femenina, para su admisión como académica de mérito, título que le fue reconocido por unanimidad en la junta ordinaria celebrada el 4 de febrero. Se trataba de una estampa suelta de un cuadernillo de seis estampas con dos cabezas cada una copiadas de los cartones de Rafael para la serie de tapices de la vida de san Pedro y san Pablo, que Saiz, a su vez, copiaba del Recueil de XC têtes tirées des cartons des actes des apötres, repertorio de cabezas para el estudio de las expresiones publicado en Londres en 1722. Con ese título recién adquirido de académica de mérito anunció la venta de la cartilla, de la que existen ejemplares en la Calcografía Nacional y la Biblioteca Nacional de España, en la Gaceta de Madrid del 1 de julio de 1817: 

Un cuaderno de 12 cabezas sacadas de las obras de Rafael de Urbino, muy útiles para los que estudian el dibujo: grabadas por María del Carmen Saiz, la primera grabadora y única en España, académica de mérito de la de S. Fernando. Se venden en la librería de la viuda de Illescas, calle ancha de Majaderitos, y en su casa, Cava baja, frente a la posada de las Dos Castillas, a 30 rs. el cuaderno, y sueltas cada estampa, que contiene dos [cabezas] a 6 rs.
Gaceta de Madrid, n.º 78, martes 1 de julio de 1817

También con el título de académica de mérito firmó un buril con el tema de Venus y el Amor, pero no hay noticias posteriores de su actividad como grabadora, sí como profesora particular de dibujo para señoritas y como maestra del Real Colegio de Santa Isabel, desde enero de 1826 hasta su jubilación en octubre de 1857, tras la que recibirá, «por vía de socorro», una ayuda de dos reales mensuales. En 1828 se casó con Juan Salas, profesionalmente dedicado a la pintura, como restaurador y como profesor, pero el matrimonio debió de vivir con grandes estrecheces pues tras enviudar, en 1865, solicitó una pensión por los servicios prestados y en el padrón de 1868 constaba como viviendo «de caridad». Falleció el 11 de diciembre de ese año, en la misma casa de la Cava Baja en que había vivido desde la infancia.